# Gabrielle Bonaventure
Pour les articles homonymes, voir Bonaventure.
Aline Fernande Gabrielle Bonaventure, née au hameau de Sardaix à Chéniers le 26 juin 1890 et morte à Giverny le 2 février 1964, est une artiste peintre française.

## Biographie
Artiste peintre de natures mortes et de paysages, Gabrielle Bonaventure expose au Salon des indépendants de 1927 à 1929.
Modèle de Claude Monet, elle épouse le 4 juillet 1931 Michel Monet, le fils du peintre. Avant leur mariage, le couple avait eu une fille, Rolande Verneiges (morte en 2008), à laquelle Michel Monet offrit plusieurs tableaux de son père.
Elle meurt d'un cancer de l'estomac le 2 février 1964 à Giverny où elle est inhumée.